# Joanna Hiffernan

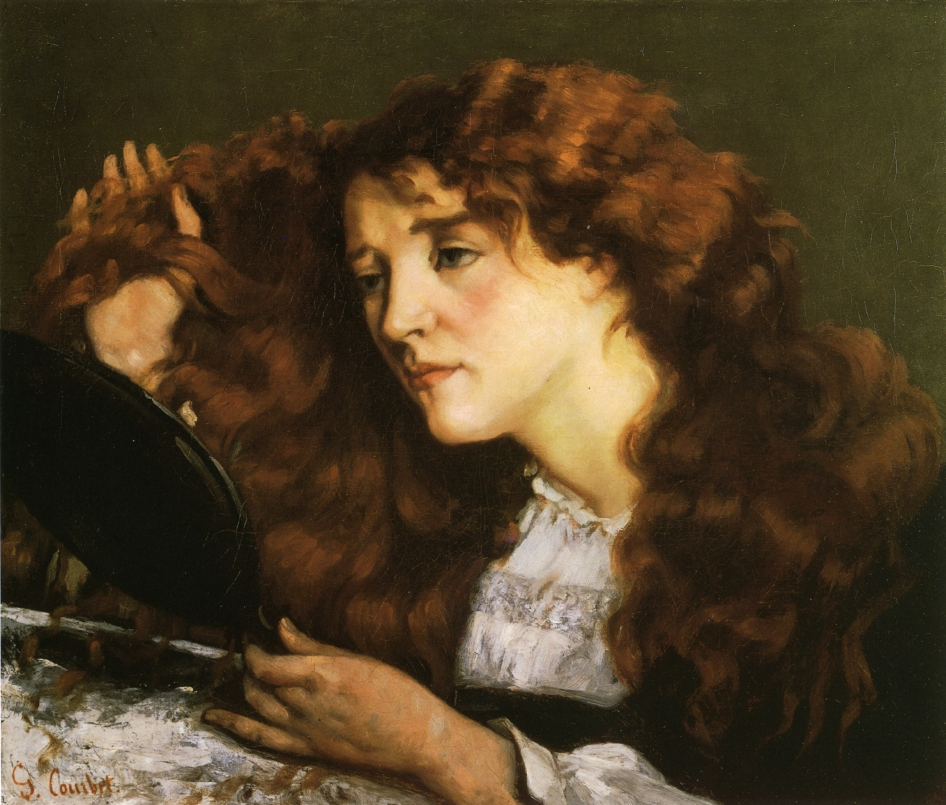
Gustave Courbets Jo, den vackra irländskan

James McNeill Whistlers Symphony in White, No. 1: The White Girl

Joanna ("Jo") Hiffernan, född omkring 1843, död tidigast 1903, var en irländsk modell och musa till den amerikanske målaren James McNeill Whistler. Hon tecknade och målade också själv.
Jo Hiffernan var dotter till den irländske läraren i kalligrafi Patrick Hiffernan och Katherine Hiffernan. James McNeill Whistler träffade Jo Hiffernan 1860 när hon arbetade i en ateljé i London, och de två hade sedan en nära förbindelse under sex år. Under denna tid stod hon modell för några av Whistlers mest kända målningar. Hon hade ett anslående utseende med yvigt rött hår och en stark personlighet. Whistlers biografer och vänner Elizabeth Robins Pennell och Joseph Pennell beskrev henne som: "... inte bara vacker. Hon var intelligent, hon var sympatisk. Hon erbjöd Whistler det ständiga kompanjonskap som han inte kunde undvara."
Hon var i Frankrike vid Whistlers vistelse där och satt under vintern 1861–1862 modell för Whistlers kända målning Symfoni i vitt nr 1: Den vita flickan. Jo Hiffernan tillbringade sommar och höst 1865 i Trouville med Whistler och var då också första gången modell för dennes vän Gustave Courbet. År 1866 gav Whistler Jo Hiffernan en fullmakt att sköta hans affärer medan han vistades i Valparaiso för sju månader, för att reglera hushållsutgifter och vara agent för försäljning av hans konstverk. Under Whistlers Chilevistelse reste Jo Hiffernan till Paris och var bland annat en av modellerna för Gustave Courbet Sömnen, vilken avbildar två sovande kvinnor i en säng. Det anses troligt att hon hade en affär med Gustave Courbet vid denna tidpunkt,
Sedan förbindelsen mellan Jo Hiffernan och James Whistler upphört, återvände Whistler till USA men lämnade efter sig ett testamente till hennes förmån. Efter separationen med Whistler, hjälpte Jo Hiffernan till att uppfostra Whistlers son med kammarjungfrun Louisa Fanny Hanson, Charles James Whistler Hanson (1870–1935), De bodde i London så sent som 1880, när Whistler vistades i Venedig med sin dåvarande älskarinna, konstnären Maud Franklin.
Efter 1880 vet man föga om Jo Hiffernans öden. Konstsamlaren Charles Lang Freer träffade henne när han var bårbärare vid Whistlers begravning 1903, när hon var där i sorgdräkt för att frambringa sina sista hälsningar.

## Fotogalleri

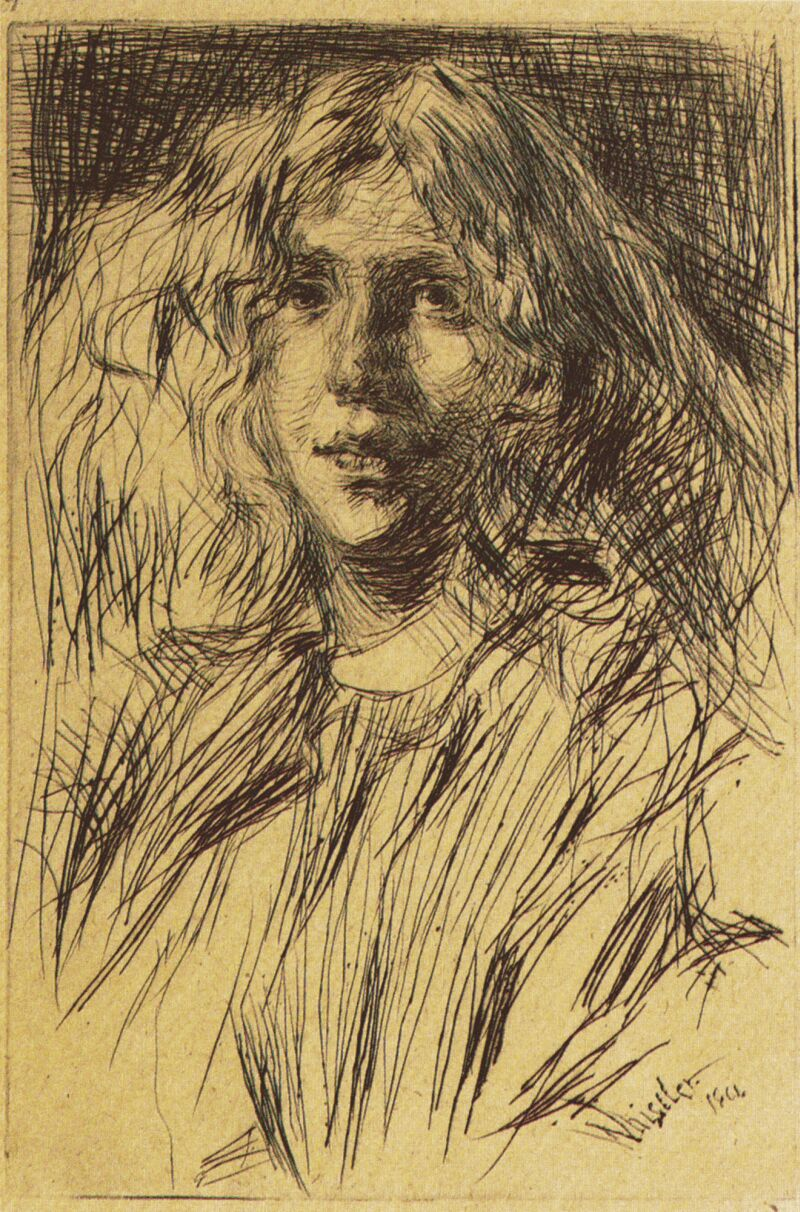
James Whistlers Jo, 1861
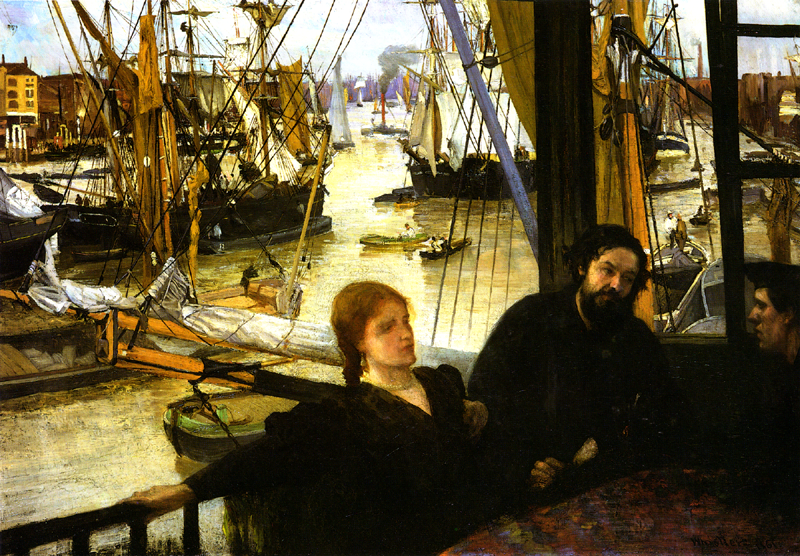
James Whistlers Wapping, 1861
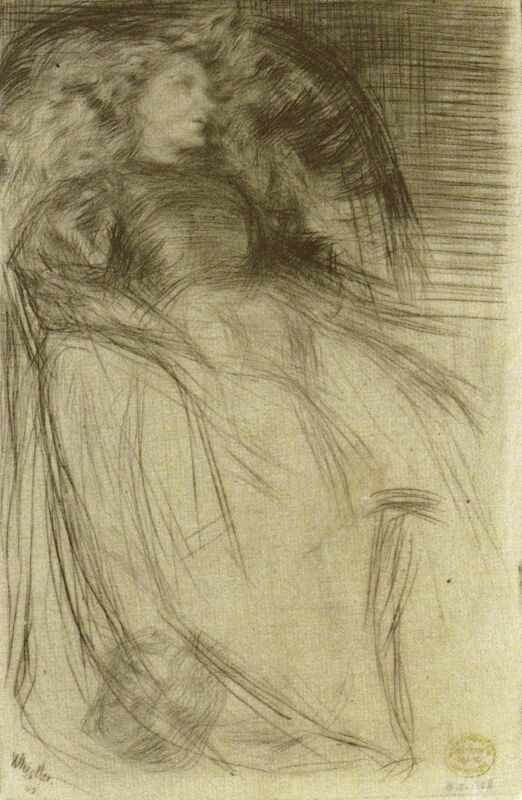
James Whistlers Weary, 1863
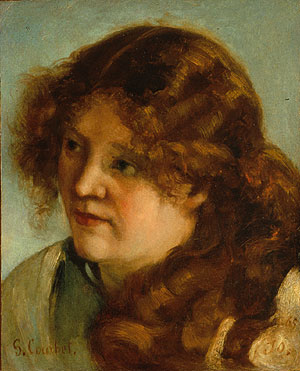
Gustave Courbets Porträtt av Jo, 1863
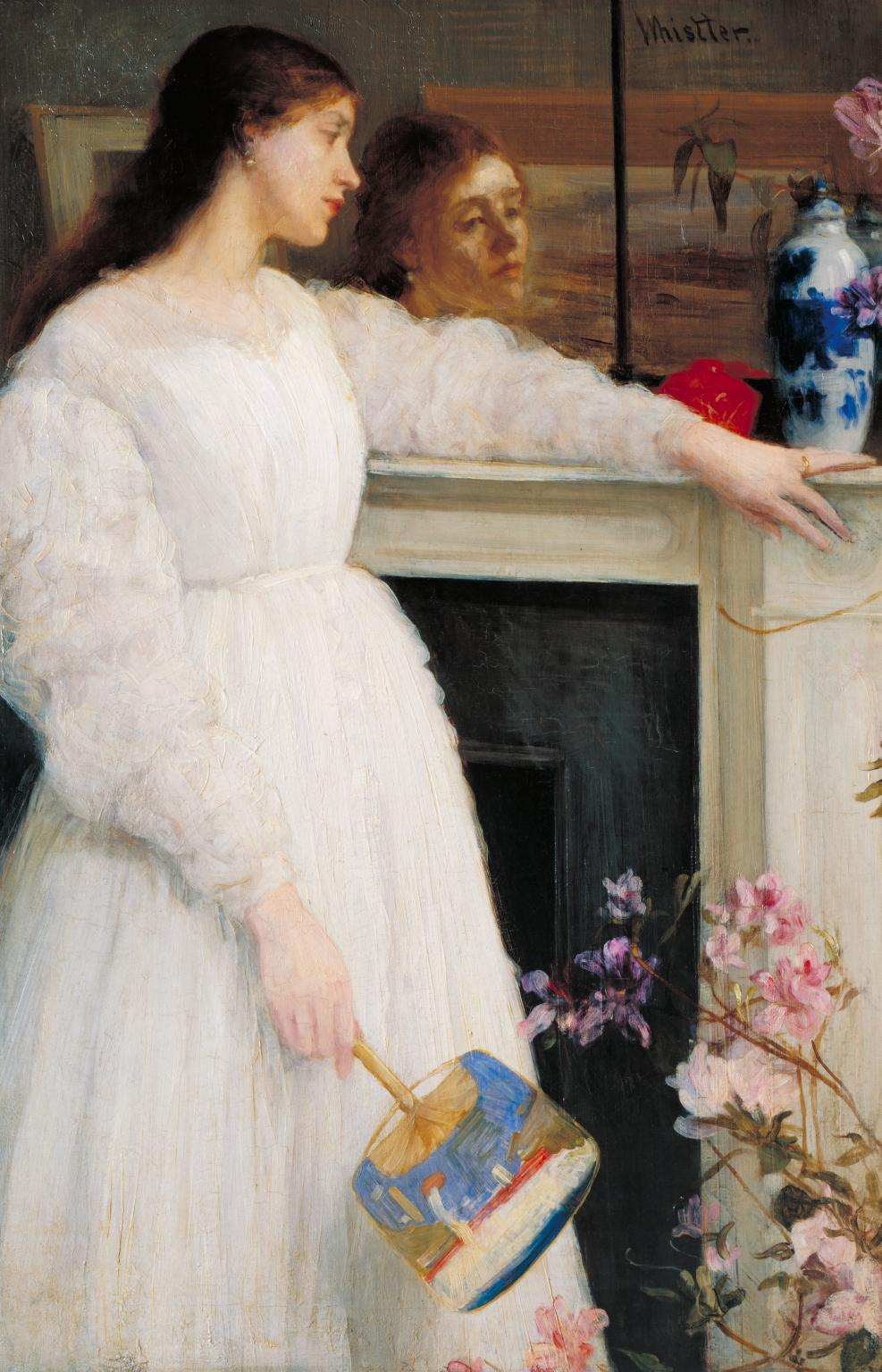
James Whistlers Symphony in White No 2, 1864
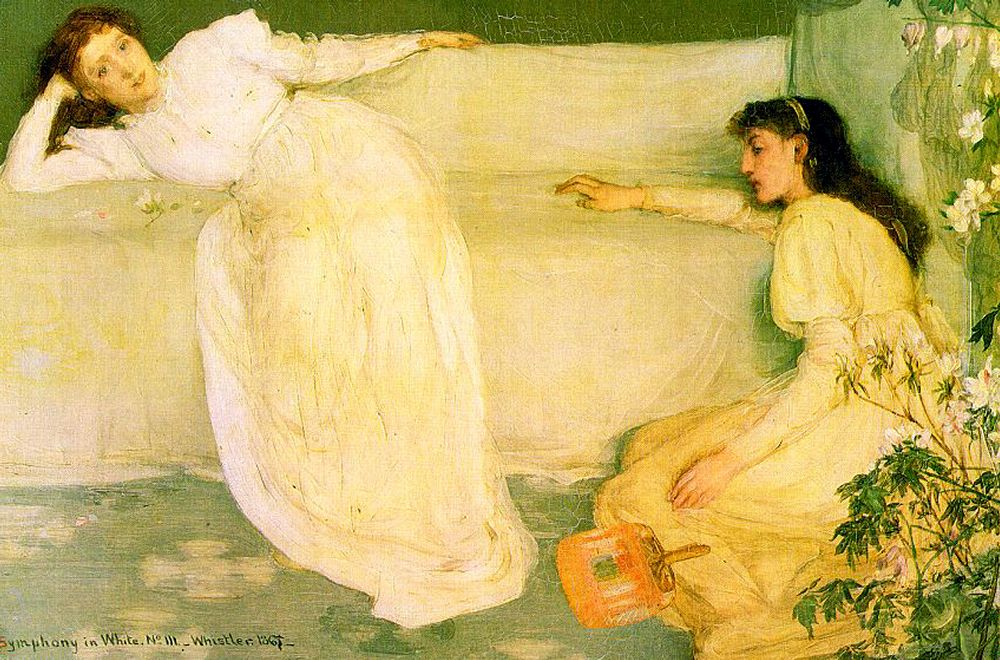
James Whistlers Symphony in White No 3, 1866
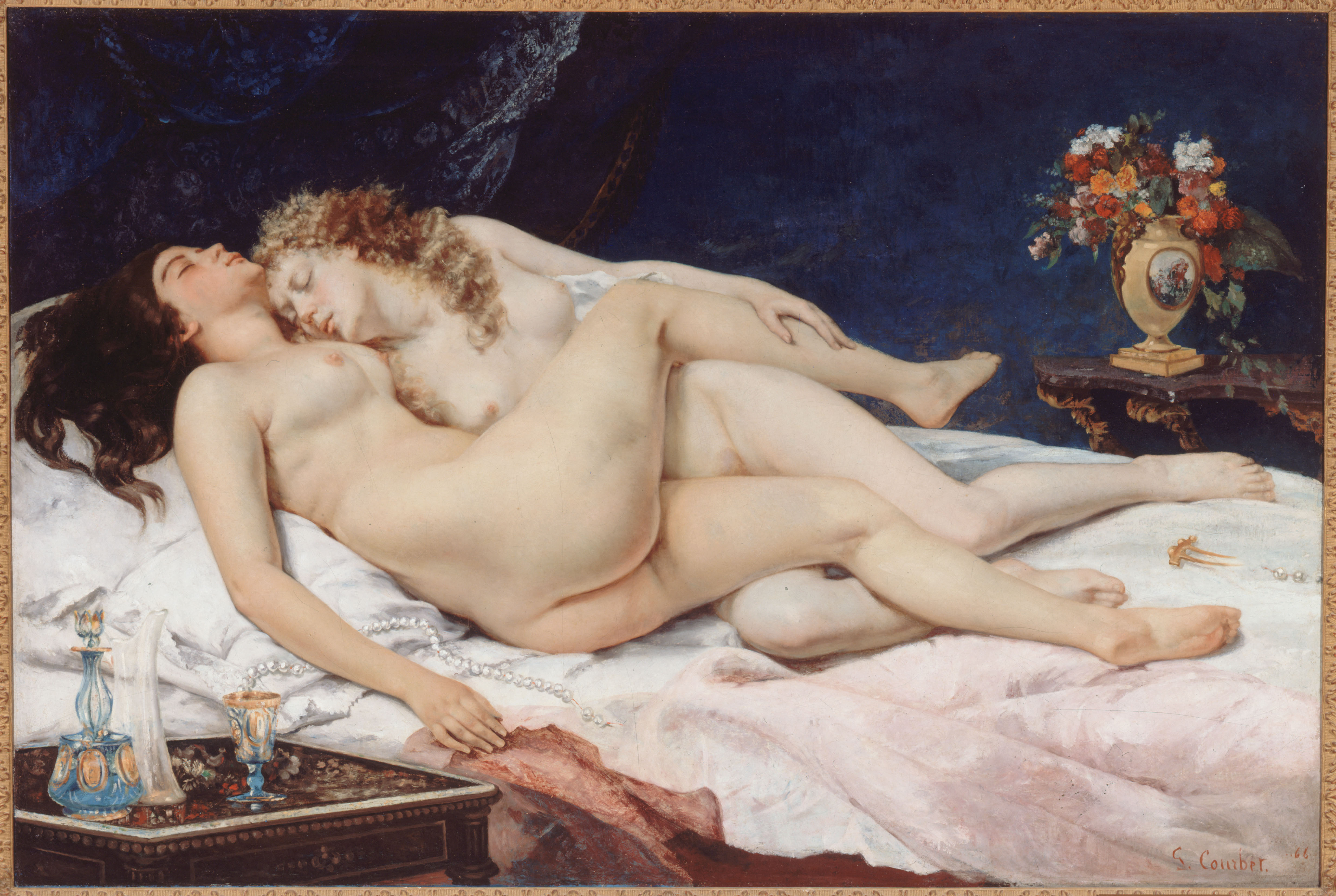
Gustave Courbets Sömnen, 1866
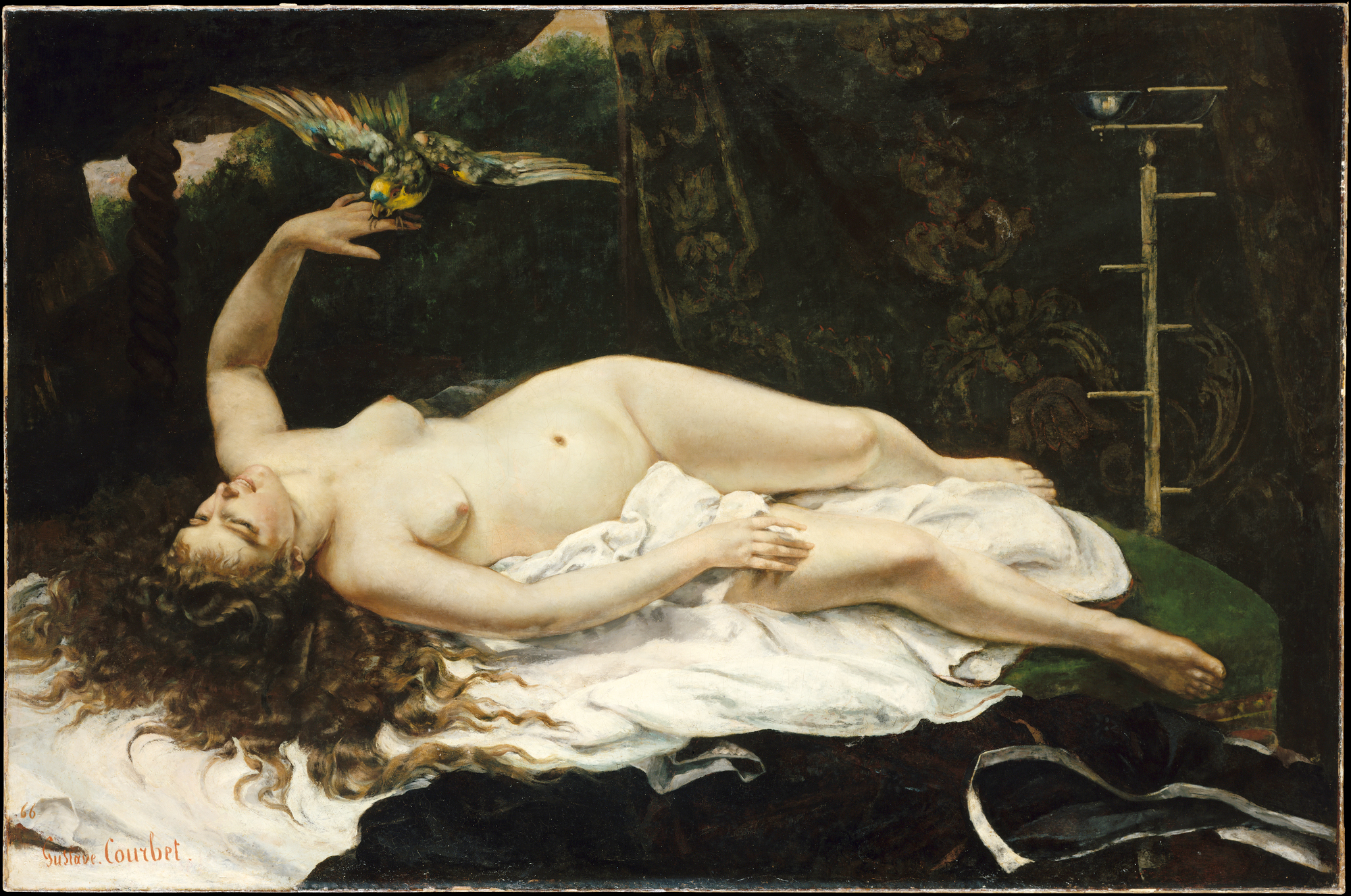
Gustave Courbets Kvinna med papegoja. 1866
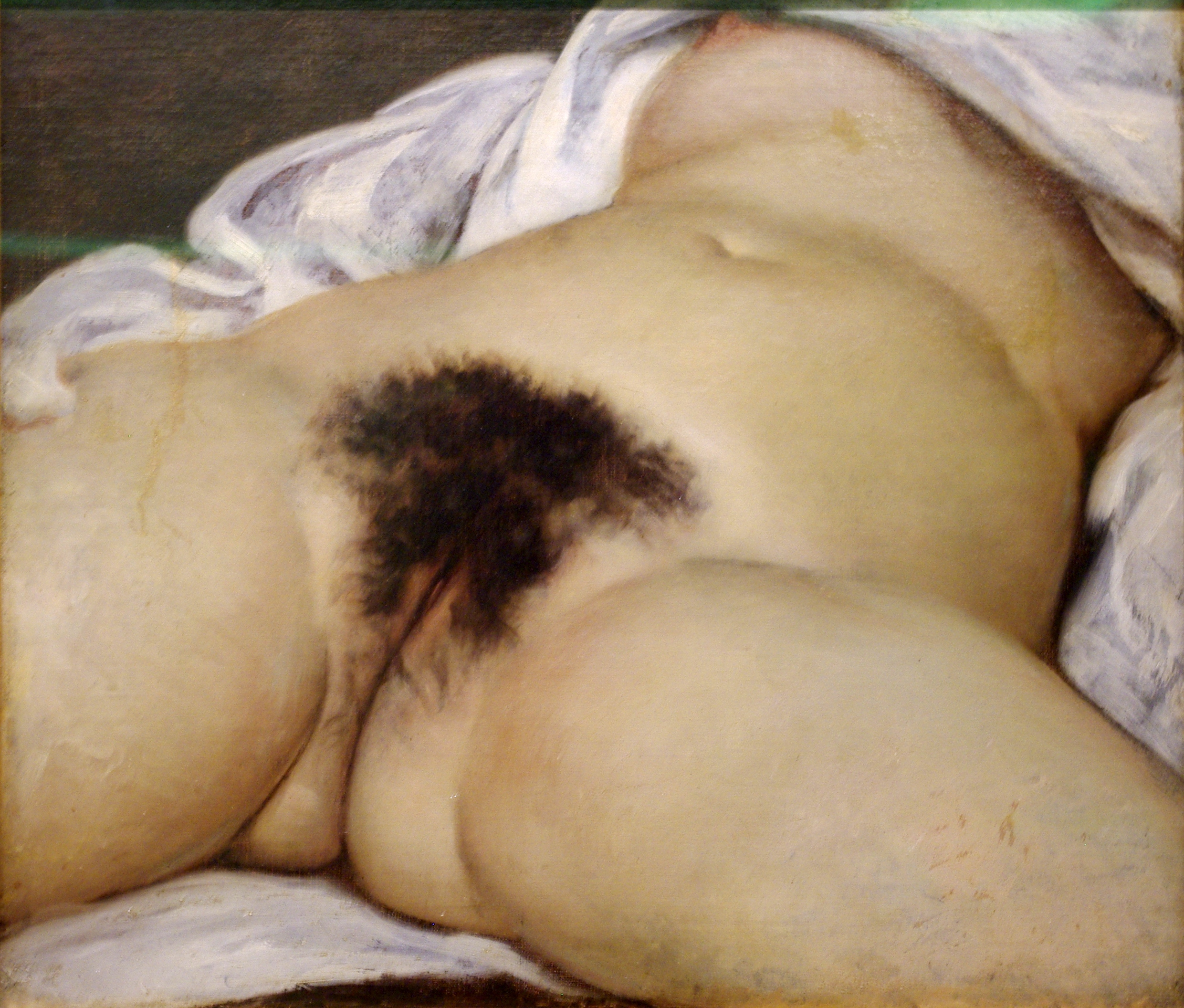
Gustave Courbets Världens ursprung, 1866, möjligen med Jo Hiffernan som modell
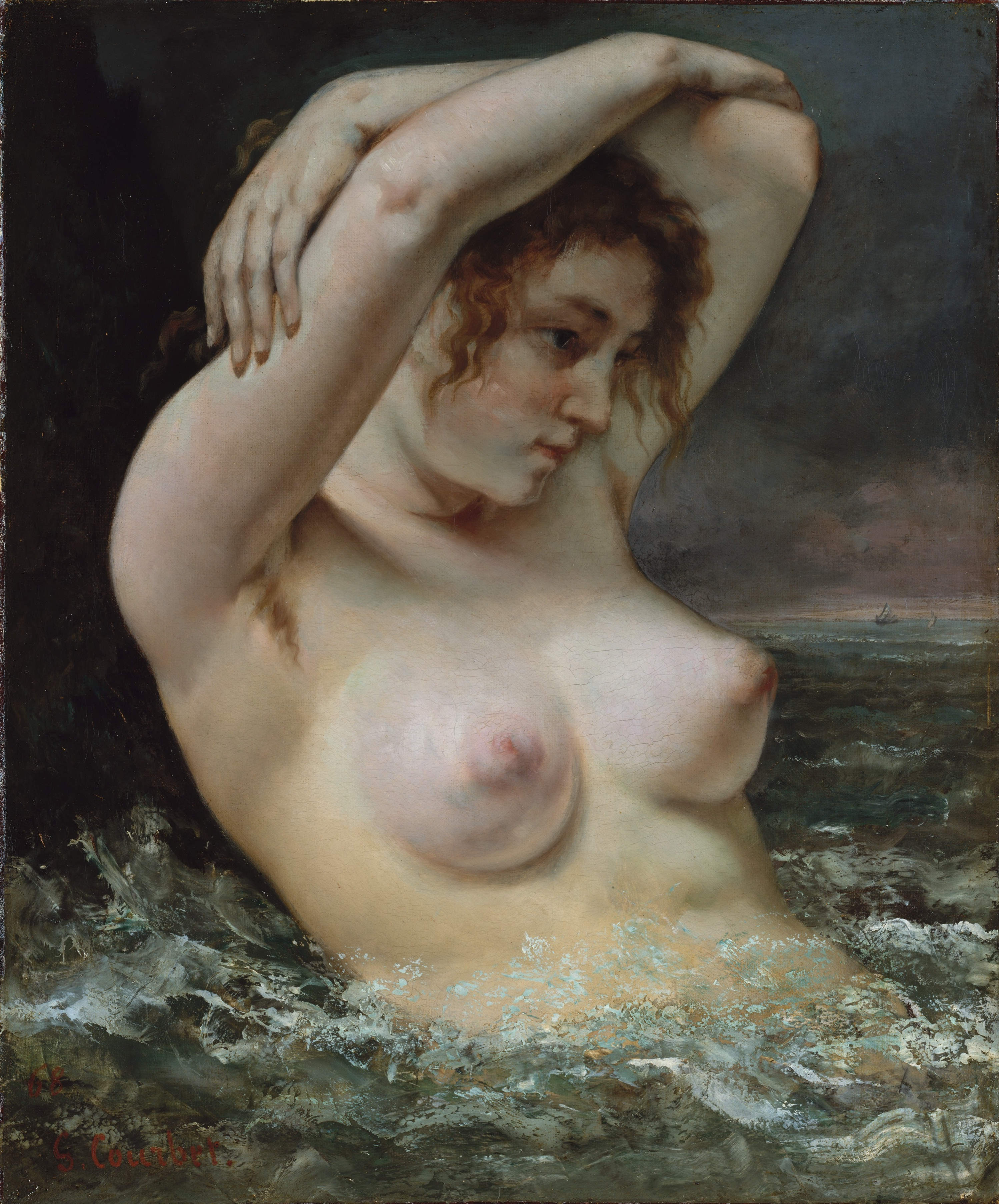
Gustave Courbets Kvinna i badet, 1868